# Šachy Humenné
Šachy Reinter Humenné – słowacki klub szachowy z siedzibą w Humenném.

## Historia
Klub został założony jako organizacja non-profit w 2009 roku przez Jaroslava Pčolę, trenera szachowego i właściciela firmy budowlanej Reinter. W sezonie 2015/2016 klub zadebiutował w Extralidze, zajmując piąte miejsce. Rok później zespół został wicemistrzem kraju. Skład drużyny stanowili wówczas m.in. David Navara, Ján Markoš Vlastimil Babula, Martin Mrva i Viktor Gažík. Sezon 2017/2018 szachiści klubu zakończyli na trzecim miejscu w lidze. Identyczne osiągnięcie uzyskano w sezonie 2022/2023.